# Mikkes
Mikkes  (in arabo ميكس‎?) è un centro abitato e comune rurale del Marocco situato nella provincia di Moulay Yacoub, regione di Fès-Meknès. Conta una popolazione di 6 089 abitanti (censimento 2014).